# Capicciolu
Capicciolu (volledig: Isola Capicciolu di Santa Maria) is een rotseilandje in de La Maddalena-archipel voor de kust van het Italiaanse eiland Sardinië.
Het eiland bestaande uit roze graniet is gelegen ten westen van La Presa. Het dichtstbijzijnde hoofdeiland van de La Maddalena-archipel is, zoals de volledige naam reeds verraadt, Santa Maria.
Het eiland is een habitat voor de Tyrreense muurhagedis.
Het IOTA-nummer van Capicciolu is, zoals voor de meeste andere eilanden in de archipel, EU-041. De Italian Islands Award-referentie (I.I.A., gegeven aan natuurlijke eilanden) was SS-023. Inmiddels heeft het in de Mediterranean Islands Award de code MIS-112. Capicciolu di Santa Maria moet niet worden verward met een kleine eilandje dat gelegen is bij Razzoli, Isolotto Capicciolu di Razzoli.